# Ведерников, Владимир Петрович
Влади́мир Петро́вич Веде́рников (1859—1929) — инженер-механик, начальник механического отдела Главного управления кораблестроения, генерал-лейтенант.

## Биография
Владимир Петрович Ведерников родился 14 июля 1859 года.
В 1880 году окончил механическое отделение Технического училища Морского ведомства в Кронштадте и произведён в кондукторы.
В 1881 году присвоено звание первое офицерское звание — младший инженер-механик.
Проходил службу офицером Корпуса инженер-механиков флота на судостроительных заводах и верфях Санкт-Петербурга.
В 1886 году произведён в помощники старшего инженер-механика.
В 1890 году окончил механическое отделение Николаевской морской академии, после его был назначен старшим судовым механиком императорской яхты «Стрела».
В 1894 произведён в звание старший инженер-механик.
С 1896 по 1901 год исполнял должность старшего судового механика императорской яхты «Штандарт».
С 1901 по 1903 год находился в распоряжении главного корабельного инженера Санкт-Петербургского порта инженер-механиком по новому судостроению.
В 1904 году произведён в звание флагманского инженер-механика, в 1905 году переименован в полковники. С 1904 года был членом «Особого комитета по усилению военного флота на добровольные пожертвования», который возглавлял великий князь Александр Михайлович.
С 1903 по 1907 исполнял должность старшего инженер-механика Санкт-Петербургского порта, а с 1908 по 1911 годы служил портовым инженер-механиком того же порта.
С 6 декабря 1910 года генерал-майор.
В 1911—1913 годах исполнял должность начальника, а в 1913—1917 годах был начальником механического отдела Главного управления кораблестроения.
14 апреля 1913 года был произведён в звание инженер-механик генерал-лейтенант.
9 мая 1917 года был отчислен от должности с зачислением в резерв чинов Морского министерства.
Владимир Петрович Ведерников за годы своей службы был награждён многими российскими наградами вплоть до ордена Святой Анны 1 степени в 1915 году, включительно.
Умер 13 января 1929 года в Ленинграде.